# Jewfrossinija Antonowna Kersnowskaja

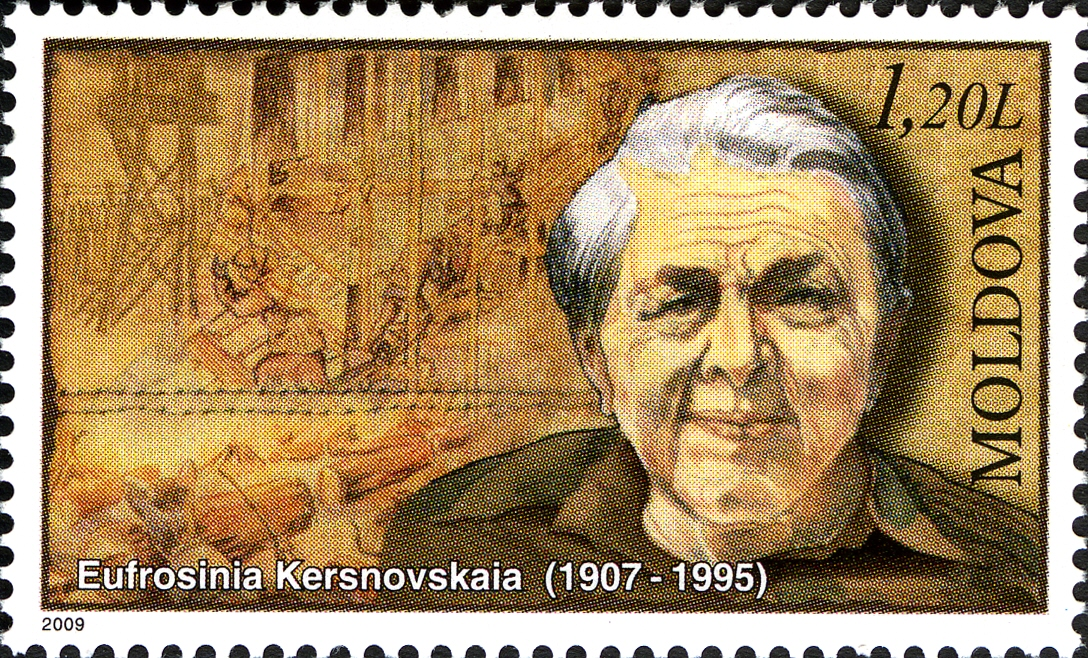
Jewfrossinija Antonowna Kersnowskaja – Briefmarke aus Moldawien (2009), offenbar mit falscher Angabe des Sterbejahres

Jefrossinija Antonowna Kersnowskaja (russisch Ефросиния Антоновна Керсновская, wiss. Transliteration Efrosinija Antonovna Kersnovskaja; geboren am 26. Dezember 1907jul. / 8. Januar 1908greg. in Odessa, Russisches Kaiserreich; gestorben am 8. März 1994 in Jessentuki, Russland) war eine russische Autorin und politische Gefangene (12 Jahre Zwangsarbeit in Sibirien). Sie war eine wichtige Zeitzeugin des sowjetischen Straflagersystems.

## Leben
Jefrossinija Kersnowskaja kam als Tochter einer russischen Adelsfamilie in Odessa zur Welt. Während des russischen Bürgerkriegs zog ihre Familie mit ihr auf ein Familienanwesen nach Bessarabien, um dort Landwirtschaft zu betreiben.
Nachdem Bessarabien 1940 von der Sowjetunion annektiert worden war, wurde sie als Angehörige ehemaliger Gutsbesitzer zunächst nach Sibirien verbannt und nach einem Fluchtversuch zum Tode verurteilt. Nach der Umwandlung des Todesurteils in eine 10-jährige Lagerhaft verbrachte sie die folgenden 10 Jahre im NorilLag bei Norilsk im Bergbau. Nach ihrer Haft in Sibirien lebte sie in Jessentuki, wo sie in den Jahren 1964 bis 1968 ihre mit kolorierten Zeichnungen versehenen Memoiren schrieb. Ihre Erinnerungen vermittelten ein erschütterndes Bild vom Leben und Sterben der Gulag-Insassen und insbesondere der demütigenden Behandlung der inhaftierten Frauen. Diese Erinnerungen wurden 1991 um deutsche Erläuterungen ergänzt und in Deutschland publiziert.
Ihr Naskalnaja schiwopis (russisch Наскальная живопись, wiss. Transliteration Naskal'naja živopis'; „Felsmalerei“) betiteltes Tagebuch zählt zu den wichtigsten dokumentarischen Büchern zum Thema Terror und Straflager in der Sowjetunion.
1991 wurde Kersnowskaja rehabilitiert.
Der Publizist und Militärhistoriker Anton Antonowitsch Kersnowski (Антон Антонович Керсновский; geb. 1907, Bessarabien; gest. 1944, Paris) war ihr Bruder.